# Alcanivorax
Alcanivorax (лат.) — род грамотрицательных, облигатно аэробных или микроаэрофильных палочковидных морских бактерий. Представители рода способны к биодеградации углеводородов. Род впервые описан Якимовым, Голишиным, Лангом, Муром, Абрахамом, Люсдорфом и Тиммисом на основании вновь открытой Alcanivorax borkumensistypus — морской бактерии, способной к деградации углеводородов и продукции поверхностно-активных веществ. В 2003 году род исправлен и дополнен как более ранний гетеротипичный синоним Fundibacter Bruns et Berthe-Corti 1999.

## Биологические свойства
Хемоорганогетеротрофы, аэробы. Способны использовать алканы как единственный источник углерода, являются доминирующей микрофлорой морских нефтяных загрязнений при условии доступности источников фосфора и азота, образуют внеклеточные мембраносвязанные поверностноактивные вещества. Галофилы, способны к росту в присутствии 0,5—12 % NaCl в питательной среде. Палочковидные, неспорообразующие неподвижные или подвижные за счёт наличия полярно расположенного жгутика бактерии.

## Классификация
На сентябрь 2017 года род состоит из 11 видов:
- Alcanivorax balearicus Rivas et al. 2007
- Alcanivorax borkumensis Yakimov et al. 1998typus
- Alcanivorax dieselolei Liu and Shao 2005
- Alcanivorax gelatiniphagus Kyoung kwon et al. 2015
- Alcanivorax hongdengensis Wu et al. 2009
- Alcanivorax jadensis (Bruns and Berthe-Corti 1999) Fernández-Martínez et al. 2003
- Alcanivorax marinus Lai et al. 2013
- Akkermansia glycaniphila Ouwerkerk et al. 2016
- Alcanivorax pacificus Lai et al. 2011
- Alcanivorax venustensis Fernández-Martínez et al. 2003
- Alcanivorax xenomutans Rahul et al. 2014

## Значение

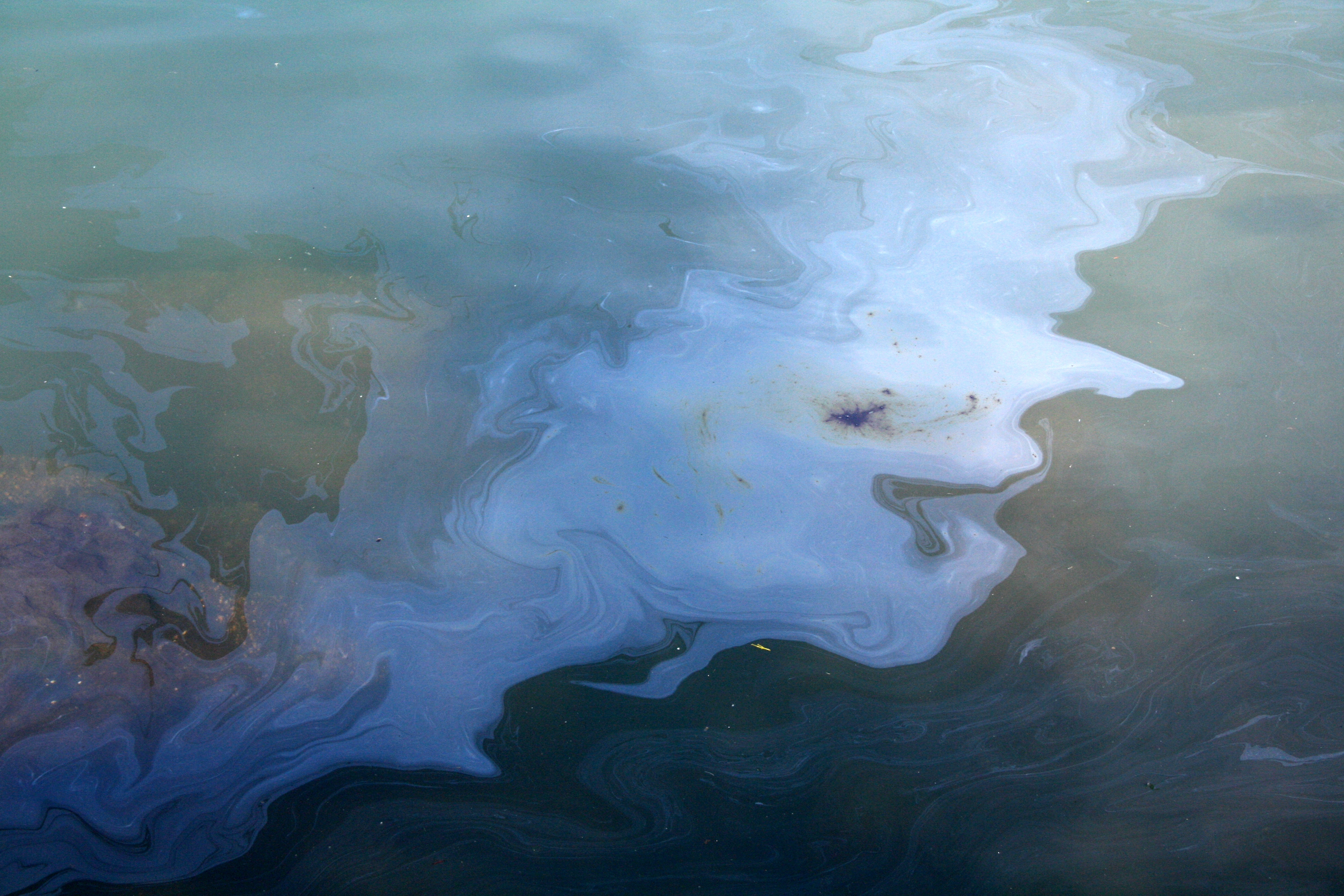
Нефтяное пятно в заливе Сан-Франциско

Загрязнение нефтью и нефтепродуктами морских экосистем является одним из основных видов загрязнений. Нефть и нефтепродукты токсичны для большинства морских гидробионтов, также нефтяные загрязнения морей и океанов оказывают негативное влияние на популяции морских птиц
и морских млекопитающих. Представители рода Alcanivorax имеют важное значение на первой стадии биоочистки нефтяных загрязнений морских экосистем, являясь доминирующей микрофлорой нефтяных загрязнений.

### Научные ссылки
- Ссылки на PubMed для Alcanivorax
- Ссылки на PubMed Central для Alcanivorax
- Ссылки на Google Scholar для Alcanivorax

### Научные базы данных
- Искать таксономию в NCBI для Alcanivorax
- Искать в Tree of Life таксономию для Alcanivorax
- Искать в Species2000 страницы о Alcanivorax
- Страница в MicrobeWiki о Alcanivorax